# 다시마
다시마(kelp)는 갈조강 다시마목에 속한 바닷말이다. 홍조류와 녹조류는 식물(원시색소체생물)이지만, 미역과 다시마가 속한 갈조류는 식물이 아니다.

## 생태
한반도, 일본(홋카이도), 캄차카반도, 사할린섬 등의 태평양 연안에 분포하는 다시마속 식물은 한해성(寒海性)이며, 암갈색을 띠고 뿌리와 줄기, 잎 3부분으로 된 대형의 다년생 해조류이다.

## 형태
겉으로 볼 때 줄기, 잎, 뿌리가 구분이 뚜렷하며 길이는 1.5~3.5 미터, 너비는 25~40 센티미터 정도 된다. 다시마속에 들어 있는 라마닌 성분은 혈압을 낮춰 주는 데 효과가 있다. 아이오딘, 칼륨, 칼슘과 같은 성분도 많이 있으므로 우리 몸에 필요한 무기염류를 섭취할 수 있다.

## 종류
주요 종으로는 참다시마, 긴다시마, 오호츠크다시마, 애기다시마 등이 있다.

## 성분
'바다의 야채'로 불리는 다시마는 식이섬유, 아이오딘, 칼슘, 셀레늄 등 다양한 기능성 성분을 지니고 있어 다이어트, 각종 성인병과 대장암 그리고 갑상선 등 질환을 사전에 예방, 수명을 연장시키는 묘약으로 알려져 있다.
지난 1986년 소련(현재 우크라이나) 체르노빌 원자력발전소 방사능 유출사고 때 영향권에 든 유럽 각국에서 아이오딘 성분이 든 다시마 등의 해조류가 품귀현상을 빚은 바 있다. 이는 방사선 누출이나 농작물을 통한 간접오염에 가장 민감한 인체의 부위가 갑상선으로 이 오염을 예방하고 해독하는데 아이오딘 성분이 다량 들어 있는 다시마가 탁월하기 때문이다. 물의 끓는점을 높여주는것으로도 잘 알려진 알긴산(Alginic acid)성분인 알긴산나트륨(알긴산염)도 포함하고 있다.

## 양식
한국의 경우, 다시마 양식은 주로 완도 등 전남 해역에서 많이 하고 있는데, 이 지역은 국내 최대의 전복 양식단지로, 전복의 먹이가 바로 다시마인 영향이 크다.

## 역사
500년 경 양나라 도홍경이 편찬한 본초경주(本草經註)에 "곤포: 맛이 짜며 차고 독이 없다. 주로 12 가지 수종, 앵류, 결기, 창 등을 치료한다."고 적고 있다. 한반도에서는 본래 원산 이북에서만 났으나, 현재는 경상도와 강원도 연안에서도 자생하며, 완도 등 전남 해역에서 양식이 많이 이루어지고 있다. 전남 해역은 국내 최대의 전복 양식이 이루어지는 곳으로 전복의 먹이가 다시마인 것과 관련이 있다.

## 같이 보기
- 미역
- 분자 요리학
- 해초